# The International 2017
The International 2017 (TI7) var den sjunde upplagan av The International. Turneringen tog plats i KeyArena, Seattle, och hade den största prispotten någonsin fram till The International 2018. Turneringen arrangerades av Valve och ägde rum mellan den 2-12 augusti 2017. I turneringen deltog 18 lag, till skillnad från The International 2016 där endast 16 lag deltog.
Segrare i turneringen var det internationella Team Liquid som lyckades vinna över kinesiska Newbee.
Den slutliga prispotten var 24,787,916 dollar, motsvarande ~238 miljoner svenska kronor, och var den största prispotten någonsin inom e-sport.

## Lag
| Inbjudna - OG - Team Liquid - Evil Geniuses - Newbee - Invictus Gaming - Virtus.pro | Kvalvinnare - Team Secret - Hellraisers - Team Empire - iG Vitality - LGD.Forever Young - LGD Gaming - TNC Pro Team - Fnatic - Execration - Cloud9 - Digital Chaos - Infamous |

## Resultat
| Plats | Lag                          | Prispengar  |
| 1     | Team Liquid                  | $10,862,683 |
| 2     | Newbee                       | $3,950,067  |
| 3     | LGD.Forever Young            | $2,592,231  |
| 4     | LGD Gaming                   | $1,728,154  |
| 5-6   | Virtus.pro                   | $1,110,956  |
| 5-6   | Invictus Gaming              | $1,110,956  |
| 7-8   | Team Empire                  | $617,198    |
| 7-8   | OG                           | $617,198    |
| 9-12  | Team Secret & Evil Geniuses  | $370,319    |
| 9-12  | TNC Pro Team & Digital Chaos | $370,319    |
| 13-16 | Execration & Cloud9          | $123,440    |
| 13-16 | Infamous & iG Vitality       | $123,440    |
| 17-18 | Fnatic                       | $61,720     |
| 17-18 | Hellraisers                  | $61,720     |